# ليتس
ليتس (بالإنجليزية: Letts, Iowa)‏ هي مدينة تقع في ولاية آيوا في الولايات المتحدة. تبلغ مساحة هذه المدينة 1.53 (كم²)، وترتفع عن سطح البحر 207 م، بلغ عدد سكانها 384 نسمة في عام 2012 حسب إحصاء مكتب تعداد الولايات المتحدة.

## التركيبة السكانية
قام مكتب تعداد الولايات المتحدة بتحديد بيانات التركيبة السكانية لليتسفي تعداد الولايات المتحدة. في ما يلي، التركيبة السكانية حسب تعدادي 2000 و2010.

### تعداد عام 2000
بلغ عدد سكان ليتس 392 نسمة بحسب تعداد عام 2000، وبلغ عدد الأسر 146 أسرة وعدد العائلات 113 عائلة مقيمة في المدينة. في حين سجلت الكثافة السكانية 706.3 نسمة لكل ميل مربع (272.7/كم2). وبلغ عدد الوحدات السكنية 151 وحدة بمتوسط كثافة قدره 272.1 نسمة لكل ميل مربع (105.1/كم2).
وتوزع التركيب العرقي للمدينة بنسبة 96.68% من البيض و 1.02% من الأمريكيين الأصليين و 0.26% من الأمريكيين ذوي الأصول الآسيوية و 0.51% من الأمريكيين الأفارقة و 0.77% من عرقين مختلطين أو أكثر.
بلغ عدد الأسر 146 أسرة كانت نسبة 38.4% منها لديها أطفال تحت سن الثامنة عشر تعيش معهم، وبلغت نسبة الأزواج القاطنين مع بعضهم البعض 61.0% من أصل المجموع الكلي للأسر، ونسبة 9.6% من الأسر كان لديها معيلات من الإناث دون وجود شريك، وكانت نسبة 22.6% من غير العائلات. تألفت نسبة 17.8% من أصل جميع الأسر من أفراد ونسبة 7.5% كانوا يعيش معهم شخص وحيد يبلغ من العمر 65 عاماً فما فوق. وبلغ متوسط حجم الأسرة المعيشية 3.04، أما متوسط حجم العائلات فبلغ 2.68.
بلغ العمر الوسطي للسكان 37 عاماً. وكانت نسبة 28.6% من القاطنين تحت سن الثامنة عشر، وكانت نسبة 8.7% بين الثامنة عشر والأربعة وعشرون عاماً، ونسبة 26.0% كانت واقعةً في الفئة العمرية ما بين الخامسة والعشرون حتى والأربعة وأربعون عاماً، ونسبة 23.0% كانت ما بين الخامسة والأربعون حتى الرابعة والستون، ونسبة 13.8% كانت ضمن فئة الخامسة والستون عاماً فما فوق. يوجد لكل 100 أنثى 99.0 ذكر، ويوجد لكل 100 أنثى في الثامنة عشر من عمرها فما فوق 93.1 ذكر.
بلغ متوسط دخل الأسرة في المدينة 37,188 دولار، أما متوسط دخل العائلة فبلغ 40,750 دولار. وكان متوسط دخل الذكور 32,500 دولار مقابل 19,375 دولار للإناث. وسجل دخل الفرد الخاص بالمدينة 17,285 دولار. وكانت نسبة 4.4% من العائلات ونسبة 7.1% من السكان تحت خط الفقر، وكان من هؤلاء نسبة 8.0% تحت سن الثامنة عشر ولا أحد منهم في الخامسة والستين من العمر وما فوق.

### تعداد عام 2010
بلغ عدد سكان ليتس 384 نسمة بحسب تعداد عام 2010، وبلغ عدد الأسر 148 أسرة وعدد العائلات 110 عائلة مقيمة في المدينة. في حين سجلت الكثافة السكانية 650.8 نسمة لكل ميل مربع (251.3/كم2). وبلغ عدد الوحدات السكنية 153 وحدة بمتوسط كثافة قدره 259.3 لكل ميل مربع (100.1/كم2).
وتوزع التركيب العرقي للمدينة بنسبة 94.8% من البيض و 0.5% من الأمريكيين الأصليين و 1.8% من سكان جزر المحيط الهادئ و 1.6% من عرقين مختلطين أو أكثر.
بلغ عدد الأسر 148 أسرة كانت نسبة 37.2% منها لديها أطفال تحت سن الثامنة عشر تعيش معهم، وبلغت نسبة الأزواج القاطنين مع بعضهم البعض 56.8% من أصل المجموع الكلي للأسر، ونسبة 14.9% من الأسر كان لديها معيلات من الإناث دون وجود شريك، بينما كانت نسبة 2.7% من الأسر لديها معيلون من الذكور دون وجود شريكة وكانت نسبة 25.7% من غير العائلات. تألفت نسبة 23.6% من أصل جميع الأسر من أفراد ونسبة 11.5% كانوا يعيش معهم شخص وحيد يبلغ من العمر 65 عاماً فما فوق. وبلغ متوسط حجم الأسرة المعيشية 3.05، أما متوسط حجم العائلات فبلغ 2.59.
بلغ العمر الوسطي للسكان 37.3 عاماً. وكانت نسبة 26.6% من القاطنين تحت سن الثامنة عشر، وكانت نسبة 8.3% بين الثامنة عشر والأربعة وعشرون عاماً، ونسبة 22% كانت واقعةً في الفئة العمرية ما بين الخامسة والعشرون حتى والأربعة وأربعون عاماً، ونسبة 28% كانت ما بين الخامسة والأربعون حتى الرابعة والستون، ونسبة 15.1% كانت ضمن فئة الخامسة والستون عاماً فما فوق. وتوزع التركيب الجنسي للسكان بنسبة 51.0% ذكور و49.0% إناث.

## وصلات خارجية
- http://www.letts-city.t15.org/